# Бедфорд (округ, Вірджинія)
Шаблон:StateAbbr_ 37°19′ пн. ш. 79°32′ зх. д. / 37.31° пн. ш. 79.53° зх. д.
Округ Бедфорд (англ. Bedford County) — округ (графство) у штаті Вірджинія, США. Ідентифікатор округу 51019.

## Історія
Округ утворений 1753 року.

## Демографія
За даними перепису 2000 року загальне населення округу становило 60371 осіб, зокрема міського населення було 8914, а сільського — 51457. Серед мешканців округу чоловіків було 30107, а жінок — 30264. В окрузі було 23838 домогосподарств, 18158 родин, які мешкали в 26841 будинках. Середній розмір родини становив 2,89.
Віковий розподіл населення поданий у таблиці:
| Стать    | До 15 років | 15-21 | 22-29 | 30-39 | 40-49 | 50-65 | 65-85 | Понад 85 |
| -------- | ----------- | ----- | ----- | ----- | ----- | ----- | ----- | -------- |
| Чоловіки | 6197        | 2375  | 2326  | 4546  | 5281  | 5840  | 3319  | 223      |
| Жінки    | 5857        | 2132  | 2322  | 4767  | 5281  | 5709  | 3736  | 460      |

## Суміжні округи
- Рокбридж — північ
- Амгерст — північний схід
- Лінчбург — схід (незалежне місто)
- Кемпбелл — південний схід
- Піттсильванія — південь
- Франклін — південний захід
- Роаноук — захід
- Ботаторт — північний захід

## Виноски
1. ↑  U.S. Decennial Census. United States Census Bureau. Архів оригіналу за 26 квітня 2015. Процитовано 1 січня 2014.
2. ↑  Historical Census Browser. University of Virginia Library. Архів оригіналу за 11 серпня 2012. Процитовано 1 січня 2014.
3. ↑  Population of Counties by Decennial Census: 1900 to 1990. United States Census Bureau. Архів оригіналу за 15 грудня 2013. Процитовано 1 січня 2014.
4. ↑  Census 2000 PHC-T-4. Ranking Tables for Counties: 1990 and 2000 (PDF). United States Census Bureau. Архів (PDF) оригіналу за 18 грудня 2014. Процитовано 1 січня 2014.
5. ↑  State & County QuickFacts. United States Census Bureau. Архів оригіналу за 28 липня 2011. Процитовано 1 січня 2014. [Архівовано 2011-07-28 у Wayback Machine.](англ.) Наведено за англійською вікіпедією.
6. ↑  American FactFinder. Бюро перепису населення США. Архів оригіналу за 26 лютого 2012. Процитовано 31 січня 2008. [Архівовано 2008-05-21 у Wayback Machine.]

| США | Це незавершена стаття з географії США. Ви можете допомогти проєкту, виправивши або дописавши її. |